# Auguste Mallet
Auguste Mallet (* 3. Mai 1913 in Thiergeville, Département Seine-Maritime; † 9. Dezember 1946 in Paris) war ein französischer Radrennfahrer.
Auguste Mallet ist in die Radsportgeschichte eingegangen als der kleinste Fahrer, der je bei der Tour de France gestartet ist: Er war 1,53 Meter groß. Er fuhr die Tour zweimal: 1938 gab er auf, 1939 belegte er Platz 13 in der Gesamtwertung. 1937 wurde er Zweiter der Gesamtwertung der Tour de Picardie und 1938 gewann er die zweite Etappe von Paris–Nizza. Bei Mailand–Sanremo belegte er 1938 Platz fünf. 1943 gewann er Nizza–Mont Agel.
Ansonsten war Mallet für seine häufigen und schweren Stürze bekannt: Bei Paris–Roubaix 1937 sowie bei Paris–Nizza 1938 stürzte er jeweils so schwer, dass man um sein Leben fürchtete. Deshalb erhielt er den Beinamen „Trompe-la-mort“ (frz. tromper la mort: dt. den Tod überlisten, übertragene Bedeutung: Draufgänger, Heißsporn). Bei der Tour 1938 wurde er von einem Auto angefahren und stürzte in eine Schlucht.
Mallet starb im Alter von 33 Jahren. In seinem Heimatort Thiergeville wurde eine Straße nach ihm benannt.